# Kunsthalle (Budapest)

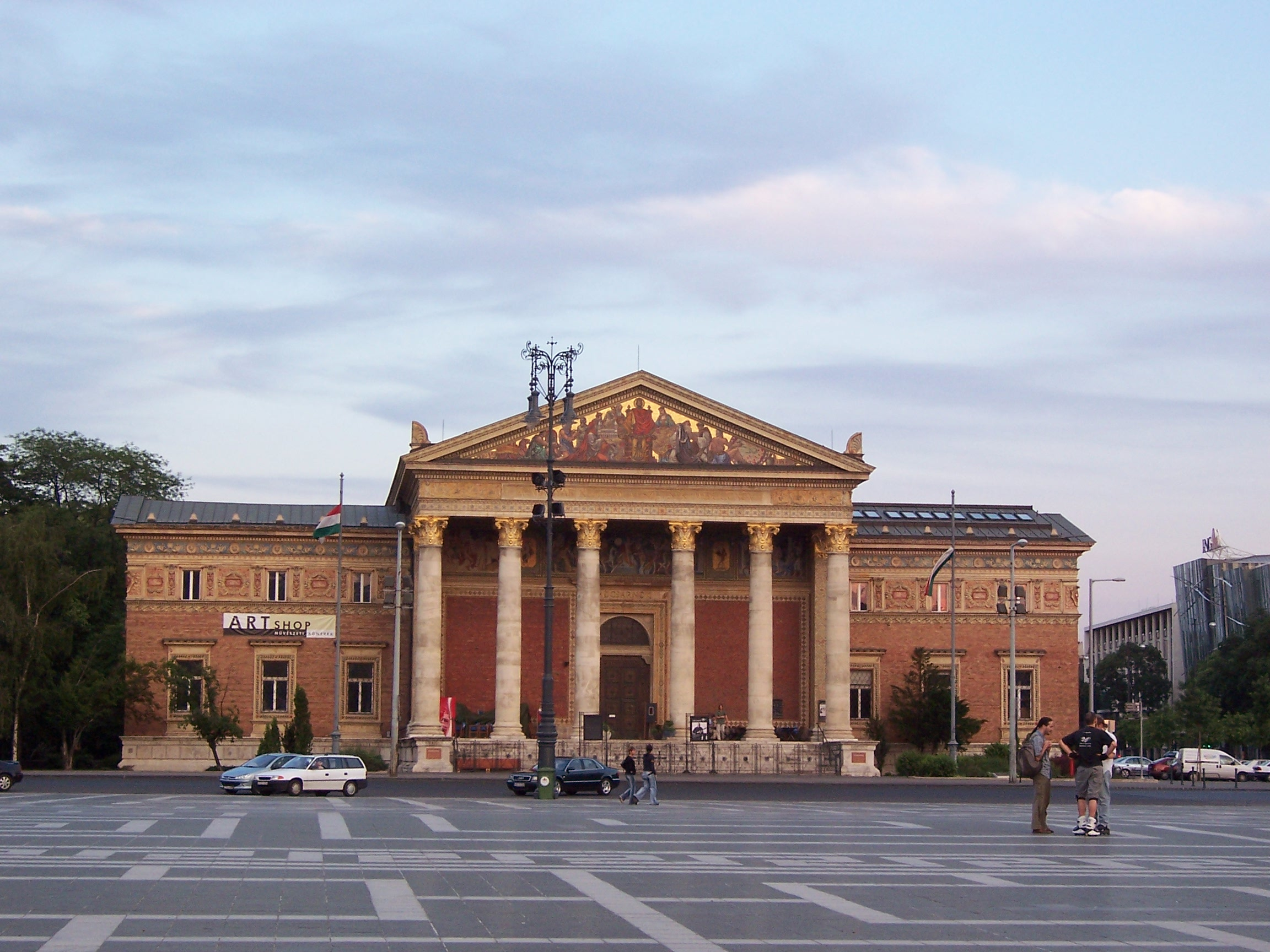
Die Kunsthalle in Budapest

Die Kunsthalle (ungarisch Műcsarnok) ist ein Museum am Heldenplatz in der ungarischen Hauptstadt Budapest. Das neuklassizistische Gebäude wurde 1895 bis 1896 von Albert Schickedanz anlässlich der Millenniumsausstellung von 1896 errichtet und wird seitdem für Wechselausstellungen zeitgenössischer Kunst genutzt. Gegenüber liegt das Museum der Schönen Künste (ungarisch Szépművészeti Múzeum).

## Beschreibung
Das Ausstellungsgebäude ist nicht zu verwechseln mit dem modernen Palast der Künste (Művészetek Palotája, kurz MŰPA) an der Komor Marcell útca 1, eingeweiht am 14. März 2005. Die Kunsthalle befindet sich an der Dózsa-György-út 37, die Hauptfassade ist dem Heldenplatz (Hősök tere) zugewandt. Gegenüber der Kunsthalle befindet sich das Museum der Schönen Künste (Szépművészeti Múzeum), vom gleichen Architektenteam entworfen. Die Kunsthalle verfügt nicht über eine eigene Kunstsammlung; sie beherbergt bedeutende Wechselausstellungen der Gegenwartskunst. Die Architektur der Kunsthalle stellt ein extremes Beispiel des Eklektizismus dar; es sind keine Anzeichen des damals entstandenen Jugendstils bemerkbar. Zu der Kunsthalle Budapest gehören seit 2007 organisatorisch auch das Ernst Múzeum in der Nagymező utca 8 und die Dorottya Galéria in der Dorottya utca 8.